# Nova Cantu
Cet article possède un paronyme, voir Cantu.
Nova Cantu est une municipalité brésilienne située dans l'État du Paraná.